# جک فارل (بازیکن فوتبال، زاده ۱۸۷۳)
جک فارل (انگلیسی: Jack Farrell؛ 1873 – 22 فوریه ۱۹۴۷ (۷۳−۷۴ سال)) بازیکن فوتبال اهل بریتانیا بود.
از باشگاه‌هایی که در آن بازی کرده‌است می‌توان به باشگاه فوتبال استوک سیتی، باشگاه فوتبال ساوت‌همپتون، باشگاه فوتبال نورث‌همپتون تاون، و باشگاه فوتبال وستهام یونایتد اشاره کرد.
وی همچنین در تیم ملی فوتبال Football League بازی کرده‌است.